# 朝鮮人民軍陸、海、空軍名誉衛兵隊
朝鮮人民軍陸、海、空軍名誉衛兵隊（ちょうせんじんみんぐんりく、かい、くうぐんめいよえいへいたい。조선인민군 육、해、공군 명예위병대）とは、朝鮮人民軍の儀仗隊。同部隊は、総参謀部作戦局所属で、1948年2月8日、正規軍と共に創設された。
衛兵隊員は、衛兵隊参謀部から各市、郡軍事動員部を通して、身長170cm以上の体格健康な者の中から党性を考慮して選抜されている。

## 任務
- 外国国賓、政府代表団の迎接及び歓送儀仗行事を主管し、各種中央報告大会開催時、主席段に配置された党旗、軍最高司令官旗を護衛する「名誉歩哨」の役割を遂行する。
- 錦繍山太陽宮殿内の金日成及び金正日の死体安置室(「永生ホール」)の警備業務と共に、革命烈士陵等、国家級墓地にも配置され、参拝礼式を支援する。
- 金父子の誕生日等、主要記念日に錦繍山太陽宮殿広場において開催される「陸、海、空軍将兵達の忠誠の盟誓礼式」にも参加している。

行事参加時、将校には、礼式用長剣と拳銃、士兵達には、儀仗用自動小銃と革製長靴を支給し、陸、海、空軍礼服を着用する。

## 編制
- 陸軍名誉衛兵中隊
- 海軍名誉衛兵中隊
- 空軍名誉衛兵中隊
- 3軍混成中隊
- 予備小隊×3